# Parc de l'Étoile
Le parc de l’Étoile est un parc public de la ville de Strasbourg, situé au centre de la place du même nom, dans le nord du quartier de Neudorf. Il fait le lien entre le Neudorf et le centre-ville.

## Histoire
Au XVe siècle le couvent Saint-Marc se trouvait au nord-ouest de la place actuelle. Il est détruit en 1475, la rue du Marksgarten en conserve le souvenir.
À la fin du XIXe siècle, la « gare locale » des tramways est construite sur le terrain du Marksgarten. C'est depuis cette gare que partaient les tramways du réseau suburbain à destination de Marckolsheim, Erstein et Rhinau. S'y trouve également un dépôt de matériel roulant.

### Place routière
La place de l’Étoile est créée en 1937. En 1940, au cours de l'annexion allemande, elle prend le nom de « Sternplatz ». Elle ne reprendra son nom français qu'après la fin de la Seconde Guerre mondiale en 1945.
La place accueillait cirques et autres fêtes foraines lors de leurs passages à Strasbourg.
Le centre administratif de la Communauté urbaine de Strasbourg est construit de 1973 à 1976 à l'ouest de la place, à l'emplacement de l'ancien dépôt des tramways.
En 1991 la ville lance un concours pour l'aménagement de la place. C'est le projet de l'architecte milanais Vittorio Gregotti qui est retenu. Celui-ci prévoit la construction, au centre de la place, d'un complexe immobilier comportant un centre commercial, des bureaux et des logements.
Avec le retour du tramway en 1994, la place devient un parking-relais, permettant d'accueillir des autocars et des voitures. Il ferme en 2003, un nouveau parking voit le jour près de la gare de Krimmeri-Meinau pour le remplacer.

### Transformation en parc
Dès 1998, le projet d'aménagement est modifié. La ville envisageait de créer un parc au centre de la place. Les premières esquisses prévoyaient un bassin agrémenté d'un grand jet d'eau au milieu du parc. Le complexe immobilier et commercial, devenu Les Fronts de Neudorf puis Les Passages de l'Étoile et enfin Rivetoile, verra le jour non pas au milieu de la place mais le long du bassin d'Austerlitz, au nord-est.
Le réaménagement commence en 2003, la municipalité décidant d'y planter une pépinière de près de 2 000 arbres ; le coût de l'opération est d'un million d'euros.
Les arbres devaient toutefois être déplacés dans le cadre du projet du parc urbain ainsi que des extensions du tramway en 2006, mais ce dernier ayant été retardé par des recours judiciaires, les arbres sont restés sur place, laissant alors place à un débat sur leur avenir.
En remplacement de la dépose touristique de la place d'Austerlitz fermée en 2007, une nouvelle aire est aménagée pour les autocars au sud de la place la même année.

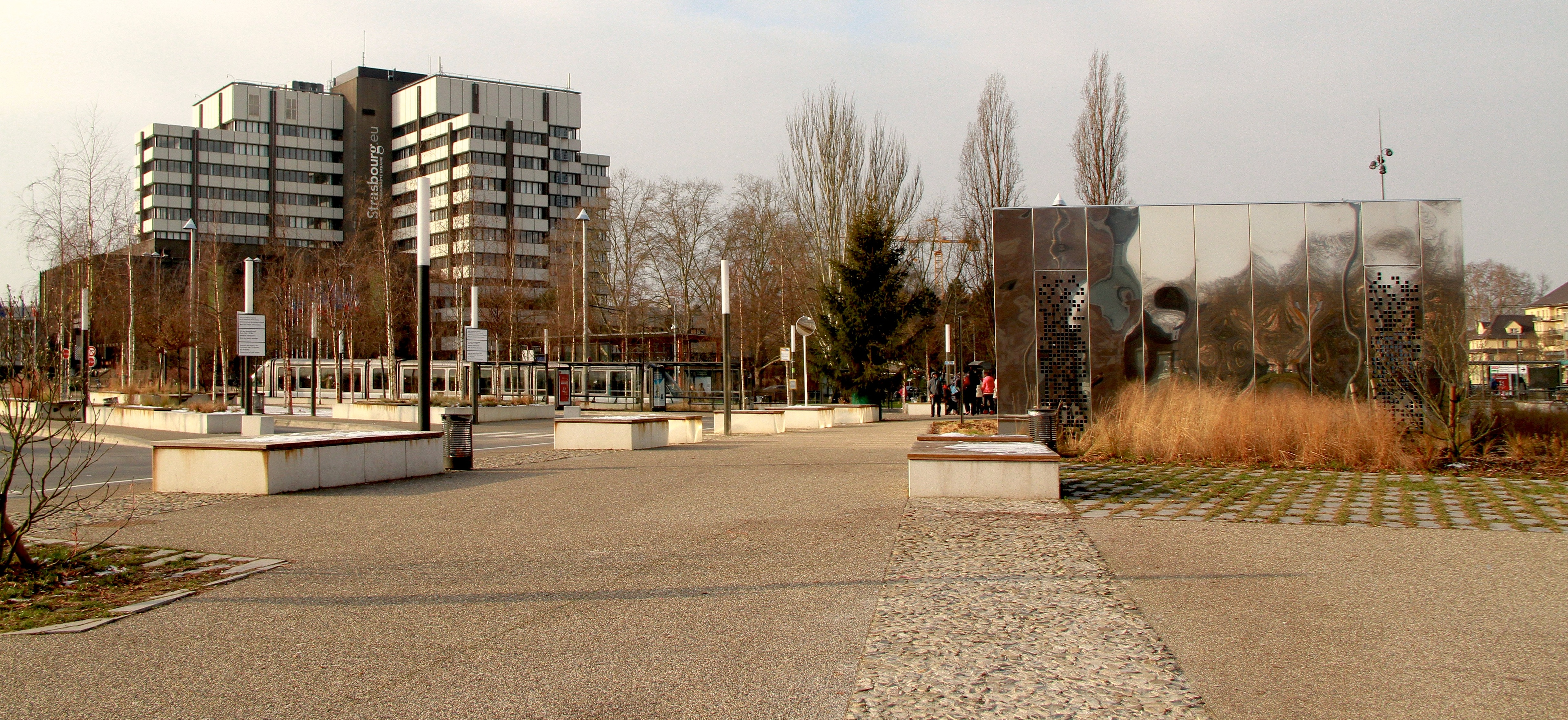
La dépose des autocars, à droite le pavillon de l'office de tourisme ; en arrière-plan, le centre administratif de l'Eurométropole de Strasbourg.

Finalement, la dépose des autocars de tourisme est à nouveau déplacée au nord de la place en 2009, afin d'être plus proche du centre-ville et de la station de tramway. Quatre quais sont aménagés, accompagnés d'abribus. Depuis 2010, la compagnie Eurolines se servait de cette aire pour ses arrivées et départs à Strasbourg. D'autres compagnies desservent désormais la place, faisant de celle-ci une véritable gare routière : BlaBlaCar Bus et FlixBus.
En 2010, la voie routière qui coupait la place en deux est fermée et détruite, afin de faire une place complète.

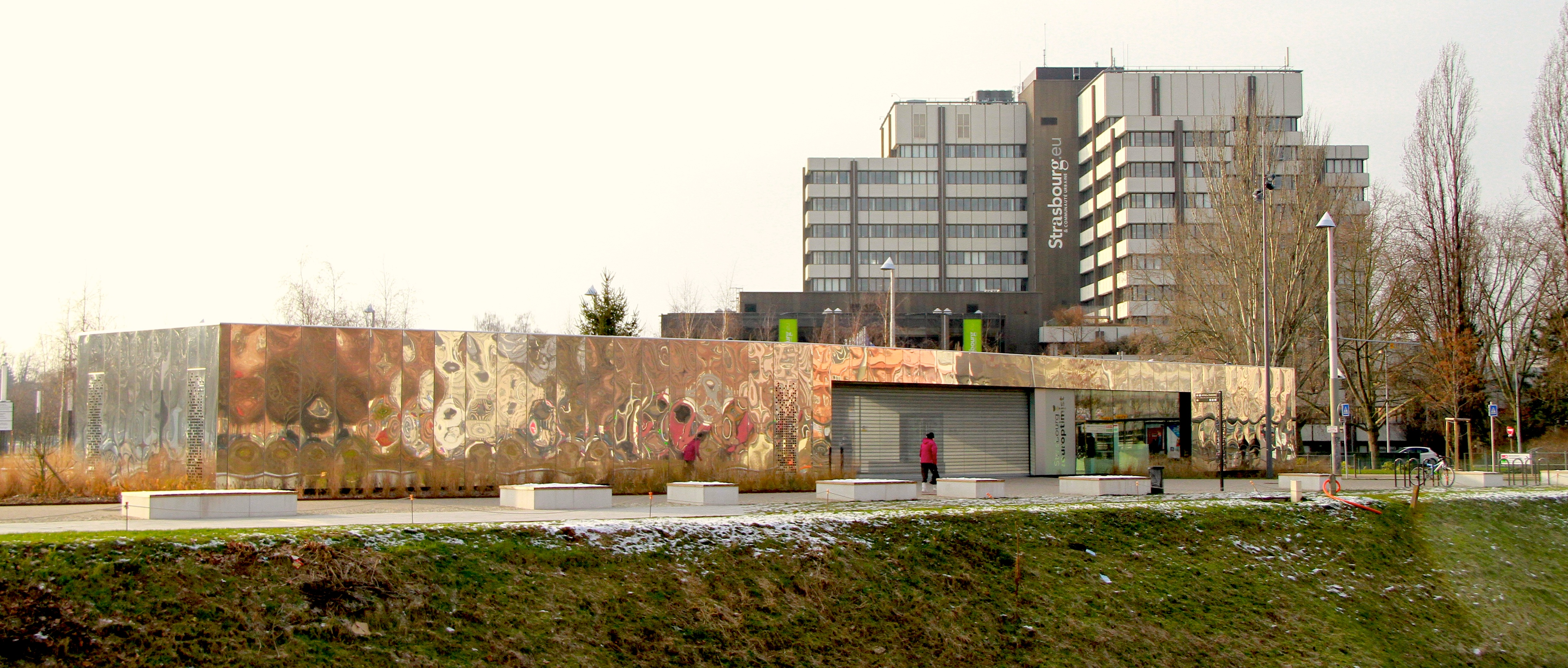
Le pavillon de l'office de tourisme, et, en arrière-plan le centre administratif de l'Eurométropole.

Un pavillon d'accueil de l'office de tourisme de Strasbourg, d'une surface de 360 m2, a été construit aux côtés de l'aire de dépose pour un coût de 1,3 million d'euros. Il est inauguré en avril 2012.
L'office de tourisme quitte les lieux en 2016. Le pavillon d'accueil est ensuite utilisé par la société Eurolines.

## Composition
Lors de la création du parc de 2003 à 2004, plus d'une trentaine d'espèces d'arbres différentes sont plantées. Des collines sont créées au sud de la place, afin de donner du volume à cet espace entièrement plat.
Le réaménagement de la place Dauphine en 2008 comportant arbres et jets d'eau permet de prolonger le parc vers l'est, devant la cité de la Musique et de la Danse et le centre commercial Rivetoile.
Une allée piétonne a été aménagée au bord du canal de jonction afin de relier la place au nouveau parc du Heyritz situé derrière le centre administratif de l'Eurométropole et inauguré en 2014.

### Sculptures contemporaines
Le 2 octobre 2011, à l'occasion de la « journée internationale de la non-violence » proclamée par l'Organisation des Nations unies, le gouvernement indien offre une statue de Gandhi à la ville de Strasbourg. Le maire Roland Ries annonce qu'elle sera installée dans le parc de l’Étoile et que d'autres statues sont envisagées dans le cadre du projet de revalorisation et de réaménagement de ce parc.
En 2012, la municipalité annonce avoir annulé son projet d'implanter d'autres statues dans le parc.